# Asigurarea de răspundere civilă auto (RCA)

Rata accidentelor rutiere din România (2011)

Asigurarea de Răspundere Civilă Auto (RCA) este un tip de asigurare obligatorie pentru deținătorii de vehicule înmatriculate în România, ce acoperă despăgubirile datorate terților în urma producerii unui accident rutier. Polița RCA este reglementată de legislația națională și reprezintă o condiție esențială pentru circulația legală a vehiculelor pe drumurile publice.

## Reglementare legală
Asigurarea RCA este prevăzută în Legea nr. 132/2017 privind asigurarea obligatorie de răspundere civilă auto pentru prejudicii produse terților prin accidente de vehicule, fiind supravegheată de Autoritatea de Supraveghere Financiară (ASF).
Încheierea unei polițe RCA este obligatorie pentru toți proprietarii de vehicule. Lipsa unei asigurări RCA valabile constituie contravenție și se sancționează cu amendă contravențională, reținerea certificatului de înmatriculare și a plăcuțelor de înmatriculare, până la prezentarea dovezii încheierii asigurării. În baza OUG nr. 189/2005 (aprobată prin Legea nr. 432/2006), autoritățile pot verifica existența poliței RCA și automat prin compararea datelor din Registrul Auto cu baza națională CEDAM. Valabilitatea unei polițe RCA poate fi verificată online prin baza de date AIDA, administrată de Biroul Asiguratorilor de Autovehicule din România (BAAR).

## Fondul de protecție
În cazul unui accident produs de un șofer neasigurat, persoana prejudiciată poate solicita despăgubiri de la Fondul de Protecție a Victimelor Străzii (FPVS), instituție activă din 2005. Alternativ, șoferul neasigurat poate fi urmărit în instanță.
FPVS este un mecanism special instituit în România pentru a asigura despăgubirea persoanelor prejudiciate în urma accidentelor rutiere produse de vehicule neasigurate sau neidentificate. Acesta funcționează ca o măsură de protecție socială în situațiile în care autorul accidentului nu deține o poliță valabilă de asigurare de răspundere civilă auto sau nu poate fi identificat. FPVS este gestionat de BAAR și are rolul de a prelua obligația de despăgubire în cazurile în care, în mod normal, răspunderea ar fi revenit unei societăți de asigurare autorizate să emită polițe RCA.
Fondul acoperă daunele materiale și vătămările corporale (inclusiv decesul) rezultate din accidente rutiere produse:
- de vehicule fără RCA valabil;
- de vehicule neidentificate (ex. fugă de la locul accidentului).

## Sistemul Bonus-Malus
Sistemul Bonus-Malus este un mecanism de ajustare a prețului unei polițe de asigurare obligatorie RCA în funcție de istoricul de daune al asiguratului. Implementat în România de către ASF în 2010 în conformitate cu directivele europene, sistemul urmărește să încurajeze un comportament responsabil în trafic și să penalizeze șoferii cu un istoric de accidente produse din vina proprie.
Sistemul este structurat pe 16 clase tarifare:
- 8 clase Bonus (B1–B8), care oferă reduceri progresive ale primei de asigurare (până la -50% în clasa B8);
- 8 clase Malus (M1–M8), care presupun majorări ale primei de asigurare (până la +80% în clasa M8).

La momentul încheierii primei polițe RCA, asiguratul este încadrat în clasa B0, cu tarif de bază. În fiecare an în care nu produce accidente din vina proprie, acesta urcă o clasă în sistemul Bonus. În schimb, dacă produce accidente, este retrogradat cu două clase Malus pentru fiecare daună declarată și plătită. Aceste penalizări se pot cumula (ex. trei daune = scădere cu 6 clase).
Clasa Bonus-Malus este asociată CNP-ului sau CUI-ului asiguratului, nu vehiculului, și se aplică pentru toate polițele RCA încheiate pe numele său. Acesta nu se transferă la vânzarea vehicului, dar se păstrează indiferent de asigurator.

## Controverse
În 2023, ASF a înregistrat peste 5.400 de reclamații la firmele de asigurări, din care 80 % vizau RCA. Cele mai frecvente nemulțumiri se refereau la neplata despăgubirilor și la nerespectarea clauzelor contractuale, în special întârzieri în soluționarea dosarelor de daună la firme mari precum Euroins, Groupama, Allianz‑Țiriac și Generali.
În ultimii ani, au dat faliment companii importante precum Astra Asigurări, Carpatica Asigurări, City Insurance și Euroins România.
În iulie 2025, după ridicarea restricțiilor de plafonare, prețurile RCA au urcat cu până la 15%, mai ales asupra tinerilor și celor din mediul rural.
În 2025, Fondul de Garantare a Asiguraților (FGA) a plătit despăgubiri în valoare de peste 1,3 miliarde lei, acoperind peste 135.000 de cereri de plată.